# Тарасова, Аглая
Да́рья-Агла́я Ви́кторовна Тара́сова (род. 18 апреля 1994, Санкт-Петербург) — российская киноактриса. Наиболее известные роли актрисы — главная героиня в фильмах «Лёд» и «Холоп 2». Лауреат премии «Золотой орёл» (2019) за лучшую женскую роль в кино.

## Биография
Дарья-Аглая Тарасова родилась 18 апреля 1994 года в Санкт-Петербурге, в семье актрисы Ксении Раппопорт и бизнесмена Виктора Тарасова. Училась на факультете политологии в Санкт-Петербургском государственном университете.
Впервые снялась в кино в 2010 году — в короткометражном фильме «Конфетки», в роли Даши. В 2012 году снялась в фильме «После школы», где играла роль Фриды. В 2014 году получила известность после появления в одной из главных ролей — Софьи Калининой — в сериале «Интерны». В 2018 году последовала первая главная роль в «большом» кино — фильм «Лёд», в котором Тарасова выступила в образе травмированной фигуристки Надежды Лапшиной. Два года спустя на экраны вышло продолжение фильма. В том же году актриса снялась в фильме «Смертельные иллюзии», а также (в 2020—2021 году) в сериале «Беспринципные» в компании Павла Деревянко, Максима Виторгана и Павла Табакова.
В конце апреля 2022 года в прокат вышел детективный триллер «Казнь» Ладо Кватании, в котором Тарасова исполнила роль выжившей жертвы серийного убийцы.

## Фильмография
| Год       |     | Название                  | Роль                                           |
| --------- | --- | ------------------------- | ---------------------------------------------- |
| 2010      | кор | Конфетки                  | Даша                                           |
| 2012      | ф   | После школы               | Фрида Лапшина                                  |
| 2014—2015 | с   | Интерны                   | Софья Яковлевна Калинина, интерн               |
| 2014      | с   | Гетеры майора Соколова    | Люся («Инфанта»)                               |
| 2016      | с   | Следователь Тихонов       | Галина                                         |
| 2017      | кор | Хороший день              | Лена                                           |
| 2017—2018 | с   | Чисто московские убийства | Даша                                           |
| 2017      | с   | Осколки                   | Ульяна                                         |
| 2018      | ф   | Лёд                       | Надежда Лапшина                                |
| 2017—2021 | с   | Обычная женщина           | Светлана                                       |
| 2018      | с   | Операция «Мухаббат»       | Аня                                            |
| 2018      | ф   | Танки                     | Лида Катаева                                   |
| 2019      | с   | Подкидыш                  | Анна Андреевна Калинина                        |
| 2019      | ф   | Счастье – это... Часть 2  | Тоня                                           |
| 2019      | ф   | Марафон желаний           | Марина                                         |
| 2020      | ф   | Лёд 2                     | Надежда Лапшина                                |
| 2020      | ф   | Золотое кольцо            | Кристина                                       |
| 2020      | с   | Беспринципные             | фотограф Юля                                   |
| 2020      | ф   | Смертельные иллюзии       | Катя                                           |
| 2020      | ф   | Ищу козла                 | Галя                                           |
| 2020      | с   | Бомба                     | Софья (Соня) Карпухина, кастелянша в общежитии |
| 2020      | с   | Вне себя                  | Ирина Викторовна Карамышева                    |
| 2022      | ф   | Непослушник               | Олеся                                          |
| 2022      | ф   | Казнь                     | Кира                                           |
| 2022      | с   | И снова здравствуйте!     | Марина                                         |
| 2022      | ф   | Еврей                     | Рива                                           |
| 2022      | с   | Классная Катя             | Имя персонажа не указано                       |
| 2022      | с   | Конец света               | Софья                                          |
| 2022      | ф   | Свободные отношения       | Илона                                          |
| 2023      | ф   | Воздух                    | Катя                                           |
| 2023      | с   | Талисман                  | Лика                                           |
| 2023      | с   | Вика-Ураган               | Вика                                           |
| 2023      | ф   | Беспринципные в деревне   | Юля                                            |
| 2023      | с   | Диагноз «везучая»         | Лика                                           |
| 2023      | ф   | Привет, мама              | Вера                                           |
| 2023—2024 | с   | Саша и Питер              | Саша                                           |
| 2024      | ф   | Холоп 2                   | Катя                                           |
| 2024      | ф   | Лёд 3                     | Надежда Горина (Лапшина)                       |
| 2024      | с   | Морозко                   | Рита                                           |
| 2024      | ф   | Тополиный пух             | Юля                                            |

## Личная жизнь
С 2014 по 2016 год встречалась с актёром Ильёй Глинниковым, вместе с которым снималась в сериале «Интерны».
С 2016 по 2018 год встречалась с сербским актёром Милошем Биковичем — партнёром по фильму «Лёд».
С 2018 года по 2022 встречалась с американским режиссёром Дарреном Аронофски.

## Награды и номинации
- 2019 — премия «Золотой орёл» за лучшую женскую роль в кино (фильм «Лёд»).